# Bullet Witch
Bullet Witch (バレットウィッチ?) è un videogioco sparatutto sviluppato da Cavia e pubblicato nel 2006 da AQ Interactive per Xbox 360. Nel 2018 il gioco è stato convertito per Microsoft Windows e distribuito tramite Steam.

## Trama
Ambientato nel 2013, la protagonista del gioco è Alicia (doppiata in inglese da Sarah Natochenny), denominata Bullet Witch.